# Richard A. Gardner
Richard Alan Gardner (ur. 28 kwietnia 1931, zm. 25 maja 2003) – amerykański psychiatra dziecięcy, twórca teorii zespołu alienacji rodzicielskiej.

## Poglądy
W swojej pracy opublikowanej w 1992 zatytułowanej Prawdziwe i fałszywe oskarżenia o wykorzystywanie seksualne dzieci stwierdził, że kobiety są jedynie przedmiotami.
Wypowiadał się przychylnie o pedofilii i seksualnym wykorzystywaniu dzieci. W 1991 pisał: Pedofilia jest powszechną i akceptowaną praktyką wśród dosłownie miliardów ludzi. Zapytany, co powinna zrobić matka, jeśli jej córka skarży się na wykorzystywanie seksualne przez ojca, Gardner odpowiedział: Co powinna powiedzieć? Nie mów tak o swoim ojcu. Jeśli tak powiesz, pobiję cię.

## Krytyka
Gardner i jego prace były krytykowane za stronniczą próbę usprawiedliwienia znęcania się nad dziećmi, począwszy od wykorzystywania seksualnego, później jednak obejmując wszelkie formy znęcania się. Zespół alienacji rodzicielskiej nie został uznany przez Amerykańskie Towarzystwo Psychiatryczne ani żadne inne stowarzyszenie medyczne lub zawodowe.

## Publikacje
Napisał 41 książek i ponad 200 artykułów w czasopismach oraz rozdziałów książek. Opracował terapię zabawową dla dzieci i materiały testowe, które publikował za pośrednictwem swojej firmy Creative Therapeutics. 